# 陳渤
陳渤（1427年—？），字臣源，浙江紹興府餘姚縣人，明朝政治人物。進士出身。

## 生平
浙江鄉試第四十九名。天順元年（1457年）丁丑科會試第二十八名，殿試登進士第三甲第二十三名。

## 家族
曾祖父陳思恭。祖父陳善誠。父亲陳鵬。